# Volodímir Onísxenko
Volodímir Onísxenko   (Стечанка, 28 d'octubre de 1949) fou un futbolista ucraïnès de la dècada de 1970.
Fou 44 cops internacional amb la selecció soviètica amb la qual participà en els Jocs Olímpics d'Estiu de 1972 i 1976.
Pel que fa a clubs, defensà els colors de Dinamo Kíiv.